# Mikhaïl Galpérine
Mikhaïl Pétrovitch Galpérine (Михаил Петрович Гальперин), né le 12 mars 1882 (24 mars dans le calendrier grégorien) à Kiev et mort le 3 octobre 1944 à Moscou, était un poète, journaliste, dramaturge et traducteur.

## Œuvres
Livrets
- Chah-Sénem (créé le 17 mars 1927)